# Kotoamatsukami
Nello shintoismo e nella mitologia giapponese, Kotoamatsukami (別天津神? che letteralmente significa "kami ultraterreno differenziato") è il nome collettivo indicante i primi dei ad apparire al momento della creazione dell'universo. I Kotoamatsukami nacquero in Takamagahara, il mondo celeste all'epoca della creazione.A differenza degli dei successivi, queste divinità sono nate senza alcuna procreazione.
Le tre divinità che apparvero per la prima volta furono:
- Ame-no-Minakanushi (天之御中主神) - Maestro Centrale
- Takamimusubi (高御産巣日神) - Alto Creatore
- Kamimusubi (神産巣日神) - Creatore Divino

Poco dopo, vennero alla luce altre due divinità:
- Amenotokotachi (天之常立神) - Paradiso[1]
- Umashi'ashikabihikoji (宇摩志阿斯訶備比古遅神) - Energia[2]

La successiva generazione di divinità è la Kamiyonanayo che include Izanagi-no-Mikoto e Izanami-no-Mikoto, rispettivamente patriarca e matriarca di tutte le altre divinità giapponesi. Dopodiché, Kotoamatsukami "si nasconde" come hitorigami.
Sebbene si pensi che le Zōkasanshin (tre divinità della creazione) siano senza genere, un'altra teoria affermava che Kamimusubi fosse la donna e Takamimusubi l'uomo, confrontandoli con acqua e fuoco o con yin e yang.
Il teologo Hirata Atsutane ha identificato in Amenominakanushi lo spirito della Stella Polare, maestro delle sette stelle dell'Orsa Maggiore.
Stranamente, Takamimusubi riapparve in seguito insieme ad Amaterasu come una delle divinità centrali di Takamagahara, e sua figlia era la madre del dio Ninigi-no-Mikoto. Ha anche svolto ruoli importanti negli eventi della fondazione del Giappone, come selezionare gli dei che si sarebbero uniti a Ninigi e inviare lo Yatagarasu, il corvo solare a tre zampe, ad aiutare l'imperatore Jimmu, che a sua volta lo adorava molto giocando il ruolo di sacerdote intermediario che assume l'identità di Takami Musubi, nelle cerimonie prima della sua intronizzazione imperiale.
Più tardi, Takamimusubi fu adorato dal Jingi-kan e considerato il dio dell'accoppiamento (basato su un gioco di parole con il suo nome, "musubi" che significa "unirsi"). Alcuni clan giapponesi hanno affermato di discendere da questo dio, come il clan Saeki, ed è anche un antenato imperiale.
Per quanto riguarda Kamimusuhi, lui (o lei) ha forti legami sia con gli Amatsukami (dei celesti) che con i Kunitsukami (dei terreni) della mitologia di Izumo. Si dice anche che Kamimusuhi abbia trasformato i cereali prodotti dalla dea del cibo Ōgetsuhime (Ukemochi no kami) dopo essere stata uccisa dal fratello arrabbiato di Amaterasu.